# ورانشی
ورانشی (به صربی: Vraneši) یک منطقهٔ مسکونی در صربستان است که در ورنگاچکا بانگا واقع شده است. ورانشی ۱۸٫۷۸ کیلومتر مربع مساحت و ۱٬۴۰۰ نفر جمعیت دارد و ۲۲۰ متر بالاتر از سطح دریا واقع شده است.